# 情欲の悪魔
『情欲の悪魔』（じょうよくのあくま、Love Me or Leave Me）は1955年のアメリカ合衆国の映画。
チャールズ・ヴィダー監督の作品で、出演はドリス・デイなど。
第28回アカデミー賞（1956年）では原案賞を受賞した他、男優賞（ジェームズ・キャグニー）、脚色賞、作曲賞、音響録音賞、主題歌賞にノミネートした。

## ストーリー
歌手ルス・エッティングの半生を描いた愛憎劇。

## キャスト
※括弧内は日本語吹替（初回放送1970年5月18日『月曜ロードショー』）
- ルス・エッティング：ドリス・デイ（悠木千帆）
- スナイダー：ジェームズ・キャグニー（近石真介）
- ジョニー：キャメロン・ミッチェル（小林修）
- バーナー：ロバート・キース（千葉耕市）
- フロビシャー：トム・タリー
- ジョージ：ハリー・ビレーヴァー

## スタッフ
- 監督：チャールズ・ヴィダー
- 脚本：ダニエル・フックス、イソベル・レナート
- 原作：ダニエル・フックス
- 製作：ジョー・パスターナク
- 撮影：アーサー・E・アーリング
- 美術：セドリック・ギボンズ、ウーリー・マックリアリー
- 音楽監督：ジョージ・ストール
- 音楽：ニコラス・ブロズスキー
- 作詞：サミー・カーン
- 作曲：チルトン・プライス